# Riebeek-Wes
Riebeek-Wes è una cittadina sudafricana situata nella municipalità distrettuale di West Coast nella provincia del Capo Occidentale.

## Geografia fisica
Il piccolo centro abitato sorge a circa 75 chilometri a nord-est di Città del Capo e a circa 5 chilometri a nord della cittadina gemella di Riebeek-Kasteel.